# Низшая Крапивна
Низшая Крапивна (укр. Нижча Кропивна) — село на Украине, находится в Немировском районе Винницкой области.

## История
Являлось волостным центром Гайсинского уезда Подольской губернии Российской империи.
В ходе Великой Отечественной войны в 1941 - 1944 гг. село находилось под немецкой оккупацией.
Население по переписи 2001 года составляло 292 человека.

## Адрес местного совета
22881, Винницкая область, Немировский р-н, с. Райгород